# William Whewell

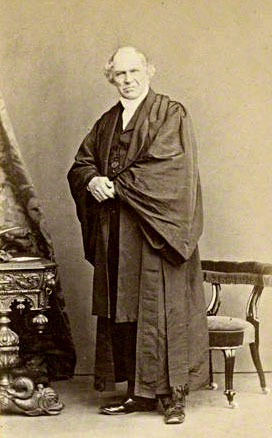
William Whewell

William Whewell (ur. 24 maja 1794 w Lancaster, zm. 6 marca 1866 w Cambridge) – angielski polihistor: filozof, logik, historyk nauki i przedstawiciel kilku innych dziedzin, jak: geologia z mineralogią, fizyka, astronomia, teologia, prawo międzynarodowe, ekonomia polityczna i architektura.
Zajmował się głównie teorią, historią oraz metodologią nauk przyrodniczych. Był absolwentem, profesorem i wreszcie przewodniczącym (ang. Master) Trinity College na Uniwersytecie Cambridge  oraz członkiem Royal Society w Londynie. W latach 1837–1839 pełnił funkcję przewodniczącego Londyńskiego Towarzystwa Geologicznego (Geological Society of London). W 1837 roku otrzymał nagrodę Royal Medal przyznawaną przez Royal Society w Londynie za osiągnięcia w dziedzinie fizyki.

## Życie i praca
Whewell był jedną z najważniejszych i najbardziej wpływowych osób w XIX-wiecznej Wielkiej Brytanii . Posiadał wszechstronną wiedzę w wielu dziedzinach nauki.
Po porady w sprawach nauki i filozofii zwracali się do niego najwybitniejsi uczeni brytyjscy. Wywarł istotny wpływ na Johna Stuarta Milla, z którym dyskutował. Ze względu na swoją erudycję i zdolności językowe stworzył on wiele terminów naukowych. Przykładowo dla Michaela Faradaya stworzył pojęcia: anoda, katoda, jon. Whewell stworzył angielskie słowo scientist (naukowiec), które zastąpiło dotychczas używane w języku angielskim natural philosopher (filozof przyrody) czy man of science (człowiek nauki).
Był jednym ze współzałożycieli British Association for the Advancement of Science.

## Twórczość Whewella
Prace Whewella z zakresu nauk ścisłych:
- 1819: An Elementary Treatise on Mechanics,
- 1823: A Treatise on Dynamics,
- 1837: The Mechanical Euclid, containing the Elements of Mechanics and Hydrostatics demonstrated after the Manner of the Elements of Geometry,
- 1828: Essay on Mineralogical Classification and Nomenclature,
- 1833: Astronomy and General Physics.

Prace Whewella z zakresu filozofii i historii nauki:
- 1837: History of the Inductive Sciences (3 vols.),
- 1840: The Philosophy of the Inductive Sciences (2 vols.).

Whewell napisał również pracę z dziedziny architektury: Architectural Notes on German Churches, with Remarks on the Origin of Gothic Architecture (1830)